# Conrad Bergendoff
Conrad Johan Immanuel Bergendoff, född 1895 i Shickley, Nebraska, död 23 december 1997 i Rock Island, Illinois, var en svenskamerikansk präst och pedagog.
Bergendoff blev efter studier vid Augustana Theological Seminary, Uppsala universitet och i Berlin 1928  professor i teologi i Chicago och 1931 professor i teologi vid Augustana Theological Seminary. 1935 blev han rektor för Augustana College och Theological Seminary, en befattning han innehade till 1962. Bland Bergendoffs skrifter märks Olavus Petri and the ecclesiastical transformation in Sweden (1928), The making and the meaning of Augsburg confession (1930) och I believe in the church (1937).

### Fotnoter
1. ↑  Libris, Kungliga biblioteket, 25 november 2014, Libris-URI: 75kmpzfr47wbq9r, läst: 24 augusti 2018.[källa från Wikidata]
2. ↑  Library of Congress Authorities, USA:s kongressbibliotek, id-nummer i USA:s kongressbiblioteks katalog: n80083591, läst: 17 januari 2020.[källa från Wikidata]
3. ↑  läs online, www.uu.se , läst: 30 augusti 2017.[källa från Wikidata]
4. ↑  Emil Kjellberg (red.), Svenska Dagbladets Årsbok : (Händelserna 1938), vol. 16, 1939, s. 26, läs online.[källa från Wikidata]
5. ↑  Blanck, Dag (1998). ”Conrad Bergendoff (1895-1997)”. Swedish-American Historical Quarterly 49 (2):  sid. 156–158. ISSN 0730-028X. https://collections.carli.illinois.edu/digital/api/collection/npu_sahq/id/4409/download. Läst 7 augusti 2023.
6. ↑  Bergendoff, Conrad (1928) (på engelska). Olavus Petri and the ecclesiastical transformation in Sweden 1521–1522 – a study in the Swedish reformation. New York. Libris 1966454
7. ↑  Bergendoff, Conrad (1930) (på engelska). The making and meaning of the Augsburg confession. Rock Island. Libris 2983224
8. ↑  Bergendoff, Conrad (1937) (på engelska). I believe in the church. – Confessions and convictions.. Rock Island, Ill. Libris 2555822